# Máel Sechlainn Bán mac Conchobair Ua Máel Sechlainn
Máel Sechlainn Bán mac Conchobair Ua Máel Sechlainn (mort en 1087), est roi de Mide de 1073 à 1087.

## Origine
Máel Sechlainn Bán est le fils aîné de Conchobar mac Domnaill Ua Máel Sechlainn lui-même fils ainé Domnall abbé de Clonard († 1018) un des fils de l'Ard ri Erenn Mael Seachnaill II Mór.

## Règne
En 1073, Conchobar mac Domnaill Ua Máel Sechlainn est tué par son neveu Murchad mac Flainn Ua Máel Sechlainn, le fils de son frère cadet Flann qu'il avait fait aveuglé en 1037.
Ce meurtre plonge le royaume de Mide dans une période d'instabilité et de guerre civile entre le meurtrier Murchadh et Máel Sechlainn Bán, le fils ainé du roi défunt, jusqu'à ce que le premier soit tué en 1076 dans le Cloictheach de Kells (Ceanannus) par Amhlaeibh (c'est-à-dire Olaf), petit-fils de Maelan seigneur de Gaileanga, trois jours après selon l'annaliste « s'être proclamé roi de Tara ». Ce dernier est lui-même immédiatement tué, par vengeance, grâce à « l'intercession miraculeuse de Dieu et de Colum-Cille », par Maelseachlainn Ban, le fils de Conchobhar.
L'année suivante, le frère du nouveau roi, Murchadh, fils cadet de Conchobhar Ua Maeleachlainn et « Héritier présomptif » du royaume de Mide, est tué « par envie et méchanceté » par Catharnach Sinnach et les « Hommes de Tethbae ». Ce meurtre est à l'origine d'une faide qui se poursuit jusqu'à la mort du souverain... En 1080, Maelseachlainn, fils de Conchobhar, envahit Tethbae, et y mène une expédition de pillage où il s'empare, à la fois de bétails et de prisonniers, qu'il emmène avec lui. Les victimes des combats furent réputées tuées du fait de « Miracles de Saint Ciaran », car les Hommes de Tethbae avaient pillé cette année-là Clonmacnoise, et son oratoire.
En 1082, de nombreux habitants de l'ouest de Mide, Dealbhna, et Cuircne, sont tués à Loch-Ribh par Domnall mac Flainn Ua Máel Sechlainn (le frère cadet de Murchad mac Flainn Ua Máel Sechlainn) et le combat dans lequel ils furent défaits fut nommé le « Brèche des Bateaux » En 1086, Maelseachlainn, fils de Conchobhar, attaque Ath-cliath, mais il est défait par les « Étrangers » et les « Hommes du Leinster » lors d'un combat nommé "The Breach of Crinach", au cours duquel Maelchiarain Ua Cathasaigh, seigneur de Saithne et de Tuath-Luighne, Maelmhuaidh, seigneur Feara-Ceall, et de nombreux autres perdent la vie. Finalement, en 1087, Maelseachlainn, fils de Conchobhar, « Roi de Tara, » est tué par Cathal Mac Muirigen et les « Hommes de Tethbae », à Ard-achadh-Epscoip-Mel, par « ruse et trahison » Son cousin germain Domnall mac Flainn Ua Máel Sechlainn peut alors lui succéder.

## Postérité
D'une épouse inconnue, il laisse un fils
- Conchobar mac Mael Sechlainn Ua Máel Sechlainn, co-roi de Mide[10] en 1094 tué en 1105 par les Uí Briúin de Breifne[11].